# La Source des femmes
La Source des femmes (literalment en català, ‘La font de les dones’) és una pel·lícula francesa de 2011 dirigida pel director francès d'origen romanès Radu Mihăileanu, i protagonitzada per Leïla Bekhti i Hafsia Herzi. La història és una adaptació de la comèdia grega Lisístrata.

## Argument
Situada en un poblet remot de l'Àfrica del Nord, a la vall del riu Urika, narra la història de les dones del llogaret que s'embarquen en una vaga sexual per aconseguir que els homes comparteixin amb elles la tasca d'anar a buscar aigua a una deu de la muntanya.
Tot i que el tema principal de la pel·lícula és la condició de la dona en front de la tradició patriarcal, es tracten altres qüestions com els matrimonis concertats, la virginitat, la contracepció, la violència masclista i la violació, l'islamisme polític, la interpretació de l'Alcorà i l'ús del hijab.